# جزيرة المحرق

موقع جزيرة المحرق

جزيرة المحرق هي جزيرة بحرينية تقع شرق جزيرة البحرين، ويربطها بجزيرة البحرين عدة جسور هي جسر الشيخ خليفة بن سلمان وجسر الشيخ عيسى بن سلمان جسر الشيخ حمد.
يتواجد بالجزيرة عدة مدن منها المحرق والبسيتين وقلالي والحد وسماهيج وعراد والدير، كما أيضا يوجد بها عدد من  الجزر الصناعية مثل جزيرة أمواج وجزيرة ديار المحرق ويبلغ عدد سكان الجزيرة حوالي 120 ألف نسمة ومساحة الجزيرة 56 كم مربع وهي تزداد بسبب عمليات الدفن.

## معرض صور

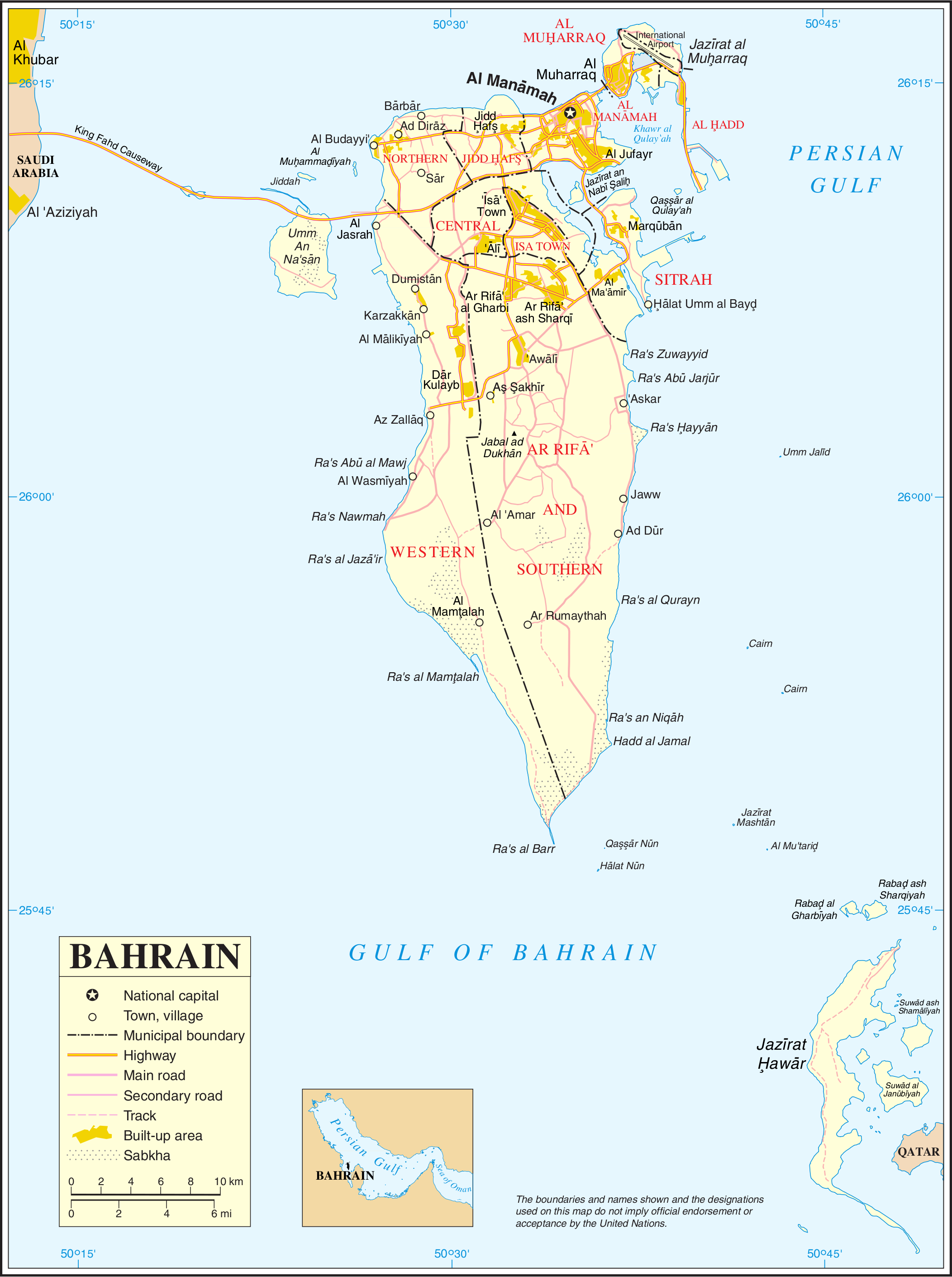
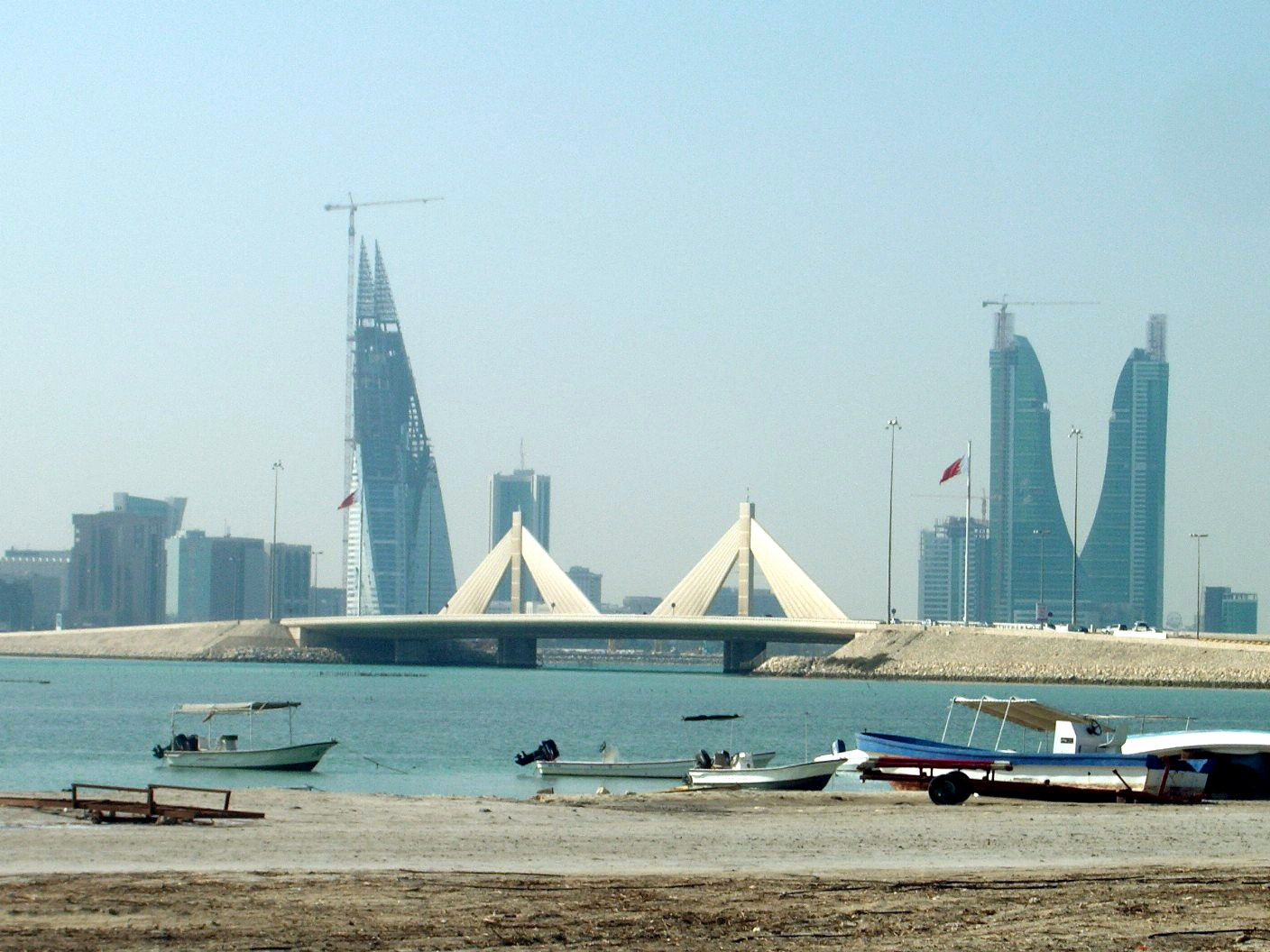